# Jehan d'Authon
Pour les articles homonymes, voir Authon.
Jehan d'Authon (ou Jean d’Auton), dit l’abbé d’Angles, est un moine, chroniqueur et historiographe français, né vers 1466 et mort en janvier 1528.

## Biographie
Il appartenait à l'ordre des Augustins. Louis XII le nomma son chroniqueur, le pourvut de bons bénéfices et l'emmena avec lui dans tous ses voyages.
On a de lui les Annales du roi Louis XII de 1499 à 1508, publiées partiellement en 1620, et en entier par le Bibliophile Jacob Paris, 1834.
Dans ces chroniques, il fait le récit de la vie et la cour du roi ainsi que celui de ses guerres en Italie.

## Source
- Marie-Nicolas Bouillet  et Alexis Chassang (dir.), « Jehan d'Authon » dans Dictionnaire universel d’histoire et de géographie, 1878 (lire sur Wikisource)